# NGC 6835
NGC 6835 је спирална галаксија у сазвежђу Стрелац која се налази на NGC листи објеката дубоког неба.
Деклинација објекта је - 12° 34' 3" а ректасцензија 19h 54m 32,8s. Привидна величина (магнитуда) објекта NGC 6835 износи 12,5 а фотографска магнитуда 13,4. Налази се на удаљености од 22,8000 милиона парсека од Сунца. NGC 6835 је још познат и под ознакама MCG -2-50-9, IRAS 19517-1241, PGC 63800.